# رابول
رابول هي بلدة في مقاطعة شرق بريطانيا الجديدة في بابوا غينيا الجديدة، تقع على جزيرة بريطانيا الجديدة. تقع على بعد حوالي 600 كيلومتر شرق جزيرة غينيا الجديدة. كانت رابول عاصمة الإقليم وأهم مستوطنة فيه حتى دُمِّرت في 1994 نتيجة تساقط الرماد من ثوران بركاني وقع في مينائها. أثناء الثوران، صعد الرماد إلى آلاف الأمتار في الهواء، وتسبب أمطار الرماد اللاحقة في انهيار 80٪ من المباني في رابول. بعد الانفجار، نُقلّت العاصمة إلى كوكوبو، على بعد حوالي 20 كم (12 ميل). تتعرض رابول للتهديد المستمر بسبب النشاط البركاني، لأنها تقع على حافة كالديرا رابول، وهي كالديرا مغمورة بالمياه من درع ناري كبير.

## وصلات خارجية
- A look at Rabauls Past
- East New Britain Tourism & Trade Directory
- Tavurvur, Rabaul Caldera
- PNG National Game Fishing Titles Rabaul 2008[وصلة مكسورة]
- Historic images: 80 historic images from 1933 in the collection of the المكتبة الوطنية الأسترالية
- Rabaul past images from a Taim Bipoa
- Google Earth view of the Rabaul area